# Tableaux de voyage

Les Tableaux de voyage opus 33 sont un recueil de treize pièces brèves pour piano de Vincent d'Indy composées en 1889. C'est une suite d'évocations des étapes du voyage  fait par le compositeur pour Bayreuth à travers la Forêt-Noire, la Bavière et le Tyrol. Le recueil est dédié à Paul Poujaud. Six des pièces ont été orchestrées par le compositeur en 1891 (?, En Marche, Lac Vert, Le Glas, La Poste, Rêve).

## Structure
1. ? : Préambule (assez lent, en ut majeur)
2. En Marche: randonnée à deux (joyeusement, en fa majeur)
3. Pâturage: paysage et clochettes de troupeau (modéré, sans lenteur, en la bémol majeur)
4. Lac Vert: le lac de Fernsee dans le Tyrol (tranquillement, en mi bémol majeur)
5. Le Glas: enterrement dans un village tyrolien (lent, en ut mineur)
6. La Poste: appel de cor et grelots de l'attelage du voiturier (assez vite, en la majeur)
7. Fête de Village: sur un rythme de ländler bavarois (mouvement de valse, très modéré, en ut majeur)
8. Halte, au Soir (modéré, en la bémol majeur)
9. Départ matinal (gaiement et assez animé, en ut dièse mineur)
10. Lermoos: village tyrolien d'où on part difficilement après un copieux repas (modéré, plutôt lent, en mi bémol majeur)
11. Beuron: abbaye fortifiée des Bénédictins de Haute-Bavière (calme et grave, en fa mineur)
12. La Pluie (assez animé, en si mineur)
13. Rêve (très lent, vite, plus vite, lent, assez lent, se termine en ut majeur)

### Ouvrages généraux
- François-René Tranchefort (dir.), Guide de la musique de piano et de clavecin, Paris, Fayard, coll. « Les indispensables de la musique », 1987, 870 p. (ISBN 978-2213016399, BNF 34978617), p. 422
- Guy Sacre, La musique de piano : Dictionnaire des compositeurs et des œuvres A-I, t. 1, Paris, Robert Laffont, coll. « Bouquins », 1998, 1495 p. (ISBN 2-221-05017-7), p. 1458

### Monographies
- Élisabeth Pommiès, Vincent d'Indy, Biarritz, Séguier, coll. « Carré Musique » (no 5), 2001 (ISBN 2-84049-220-2)